# George Coats
George Coats (1876-1915) fue un oftalmólogo británico que realizó en 1908 la primera descripción de una enfermedad crónica que afecta a la retina y comienza a manifestar en la infancia o juventud, provocando perdida progresiva de visión. Este trastorno recibió en su honor el nombre de enfermedad de Coats.

## Biografía
Nació en la ciudad de Paisley, al oeste de Escocia, fue el cuarto hijo de Allan Coats y sobrino de Joseph Coats, profesor de patología de la Universidad de Glasgow. Inició los estudios de medicina en el año 1892 en la Universidad de Glasgow, finalizándolos en 1897. En 1901 se trasladó a Viena, desplazándose desde allí a otras ciudades como Munich y Zúrich. En 1902 volvió a Londres, trabajando en el Moorfields Eye Hospital, centro sanitario especializado en oftalmología.

## Contribuciones
Además de ser el primero en describir la enfermedad de Coats y el anillo de Coats (formación circular en la córnea con depósito de hierro), realizó importantes contribuciones a la oftalmología veterinaria.